# Salvatore Garritano
Salvatore Garritano (Cosenza, 23 dicembre 1955) è un allenatore di calcio ed ex calciatore italiano, di ruolo attaccante.

## Carriera

### Club
Cresciuto nella Emilio Morrone (la seconda squadra di Cosenza), Garritano fece il suo ingresso nel calcio professionistico militando nella Ternana, società con la quale esordì in Serie A nel 1974 come riserva di Carlo Petrini e Nicola Traini. In quello stesso anno entrò anche nel giro della nazionale Under-23 dimostrandosi un giovane con buone prospettive e appetibile dai grandi club.
Nel 1975 lo acquistò il Torino con l'intento di disporre di un valido rincalzo per il duo d'attacco Graziani-Pulici.
Garritano si adattò al ruolo di terzo attaccante all'ombra della coppia-gol granata, riuscendo comunque a contribuire con 5 presenze e un gol contro il Milan allo storico scudetto granata del 1976 ma con la speranza di poter ambire in prospettiva al ruolo di titolare, auspicio ben presto rivelatosi un'illusione. Nelle due successive stagioni all'ombra della Mole infatti accumulò in campionato solo 15 presenze e una sola rete all'attivo. Nel 1978 passò all'Atalanta per ritrovare continuità di utilizzo ma un grave infortunio alla caviglia lo costrinse a restare fermo per un anno. Guarito dall'infortunio riprese a giocare con maggiore assiduità, senza comunque raggiungere i livelli di rendimento che lo avevano portato a indossare la maglia azzurra, come confermarono le successive esperienze con Bologna (dove, nell'anno del - 5, l'allenatore Radice lo utilizzò prevalentemente in staffetta con Giuliano Fiorini),  Sampdoria e Pistoiese. Durante l'esperienza sotto le due torri segna 6 gol
Abbandonati gradualmente i grandi palcoscenici, proseguì la sua carriera nelle serie minori (Omegna, Sorrento, Latina), per ritornare poi nel 1988 alla Ternana, squadra delle sue origini calcistiche, dove contribuì con ben 9 gol alla rinascita rossoverde: promozione in Serie C1 dopo uno spareggio vinto ai tiri di rigore contro il Chieti, esattamente 15 anni dopo l'ultima promozione degli umbri (quella in Serie A) di cui Garritano era stato tra i protagonisti. Nel 1989 lasciò definitivamente il calcio professionistico ma continuò a giocare per pura passione nei dilettanti militando, all'età di 41 anni, nelle file dell'Alcamo.

### Nazionale
Garritano disputò una sola gara nella nazionale Under-23 nel 1974, in occasione dell'incontro valevole per il Campionato europeo disputatosi a 's-Hertogenbosch contro la rappresentativa dei Paesi Bassi, conclusosi 3-2 in favore dei padroni di casa. Fu lui l'autore del secondo gol azzurro. In seguito collezionò 10 presenze nella rappresentativa Under-21, segnando 4 gol.

## Palmarès

### Club
- Campionato italiano: 1

Torino: 1975-1976